# Badumna blochmanni
Badumna blochmanni là một loài nhện trong họ Desidae.
Loài này thuộc chi Badumna. Badumna blochmanni được miêu tả năm 1907 bởi Embrik Strand.